# Santana World
Santana World (stylizowane na #SantanaWorld) – jedyny mixtape amerykańskiego rapera Tay-K. Został wydany 29 lipca 2017 roku przez 88 Classic i RCA Records. Mixtape pierwotnie zawierał gościnne występy amerykańskich raperów Diego Money i Bandman Fari, w edycji deluxe krążka dograli się gościnnie; raperzy 21 Savage, Young Nudy i Maxo Kream. Projekt został wydany po aresztowaniu Tay-K w 2017 roku. Mixtape został ponownie wydany jako Santana World (+) (stylizowane na #SantanaWorld (+)) 14 grudnia 2017 r. Jako edycja deluxe z dwoma remiksami: „The Race (Remix)” i „I <3 My Choppa (Remix)”, przy czym ten pierwszy został wydany wcześniej jako singel. Album osiągnął 128 miejsce na liście Billboard 200 w USA.

## Lista utworów

### Edycja standardowa
1. The Race – 2:20
2. Murder She Wrote – 1:52
3. I <3 My Choppa – 1:45
4. Lemonade – 2:12
5. Gotta Blast (feat. Diego Money, Bandman Fari) – 2:11
6. Megaman – 2:13
7. Saran Pack – 1:10
8. Dat Way – 2:11

### Santana World (+)
1. The Race (Remix) (feat. 21 Savage, Young Nudy) – 3:31
2. I <3 My Choppa (Remix) (feat. Maxo Kream) – 1:45

## Pozycje na listach przebojów
| Lista (2017)      | Pozycja |
| ----------------- | ------- |
| USA Billboard 200 | 128     |